# Thierry Laurent
Thierry Laurent, nacido el 13 de septiembre de 1966 en Villefranche-sur-Saône, es un ciclista francés, ya retirado, profesional de 1989 a 1999.

## Biografía
Víctima de una tendinitis, Thierry Laurent decidió poner fin a su carrera en junio de 1999.

## Palmarés
1989
- Circuito de la Sarthe, más 1 etapa
- 1 etapa del Gran Premio de Midi Libre
- 1 etapa del Tour de la CEE

1990
- 1 etapa del Tour d'Armorique

1991
- 1 etapa de la Ruta del Sur

1992
- 1 etapa de la Estrella de Bessèges
- 1 etapa del Tour de Limousin

1996
- 1 etapa del Tour de l'Ain
- 1 etapa de los Cuatro Días de Dunkerque

1998
- 4º en la Vuelta Ciclista de Chile

## Resultados en las grandes vueltas
| Carrera         | 1989  | 1990  | 1991  | 1992 | 1993 | 1994 | 1995 | 1996  | 1997 | 1998 | 1999 |
| --------------- | ----- | ----- | ----- | ---- | ---- | ---- | ---- | ----- | ---- | ---- | ---- |
| Giro de Italia  | -     | -     | -     | -    | -    | -    | -    | -     | -    | -    | -    |
| Tour de Francia | -     | 107.º | 102.º | 79.º | -    | -    | Ab.  | 104.º | -    | -    | -    |
| Vuelta a España | 106.º | -     | -     | -    | -    | -    | -    | -     | -    | -    | -    |